# Sergia gardineri
Sergia gardineri är en kräftdjursart som först beskrevs av Kemp 1913.  Sergia gardineri ingår i släktet Sergia och familjen Sergestidae. Inga underarter finns listade i Catalogue of Life.